# Equeefa tsitsi
Equeefa tsitsi är en insektsart som beskrevs av Pieter D. Theron 1986. Equeefa tsitsi ingår i släktet Equeefa och familjen dvärgstritar. Inga underarter finns listade i Catalogue of Life.